# Kampf des Negers und der Hunde
Kampf des Negers und der Hunde (franz.= Combat de nègre et de chiens) ist ein Theaterstück von Bernard-Marie Koltès.

## Inhalt
Auf einer Baustelle einer französischen Firma in einem westafrikanischen Land wird ein schwarzer Arbeiter von einem weißen Ingenieur getötet. Der Bruder des Ermordeten, Alboury, kommt auf die Baustelle, um die Herausgabe der Leiche zu fordern. Horn, der Leiter der Baustelle,  versucht den Mord als einen Unfall hinzustellen und deckt seinen Ingenieur Cal. Er hat die junge Französin Léone in Paris kennengelernt und sie eingeladen, ihn auf der Baustelle zu besuchen. Er möchte jeden Ärger vermeiden, sich unter Feuerwerk mit seiner jungen Geliebten  von Afrika verabschieden und nach Europa zurückkehren. Es gelingt ihm nicht, Alboury, der wie eine moderne Antigone darum kämpft, den Leichnam des Bruders bestatten zu können, mit Geld und Alkohol von seiner Forderung abzubringen. Cal versucht Léone sexuell gefügig zu machen. Léone aber wehrt sich. Sie ist angewidert von Cal und hat auch kein erotisches Interesse an Horn. Sie ist auf der Suche nach etwas Fremden und meint es in Alboury zu entdecken. Sie verliebt sich in den Schwarzen. Brutale Erotik, lüsterne Gewalt, Aggression, Lebenslügen und Verrat werden sichtbar.

## Inszenierungen
- La Mama Theatre, New York 1981. Uraufführung (Regie: Françoise Kourilsky)
- Théâtre des Amandiers, Nanterre 1983. Französische Erstaufführung (Regie: Patrice Chéreau)
- Schauspielhaus Zürich, Zürich 1984. Deutsche Erstaufführung (Regie: Henri Hohenemser)
- Staatsschauspiel Dresden – Kleines Haus, Dresden 1991 (Regie: Tobias Wellemeyer)
- Münchner Kammerspiele, München 1992 (Regie: Armin Petras)
- Volksbühne Berlin, Berlin 2003 (Regie: Dimiter Gotscheff)
- Münchner Volkstheater, München 2005 (Regie: Sebastian Hirn)
- Théâtre des Amandiers, Nanterre 2010 (Regie: Michael Thalheimer)
- Saarländisches Staatstheater, Saarbrücken 2012 (Regie: Leyla-Claire Rabih)
- Burgtheater, Wien 2018 (Regie: Miloš Lolić)

## Textausgabe
- Kampf des Negers und der Hunde. Die Nacht kurz vor den Wäldern Zwei Stücke. Übers. von  Simon Werle. Verl. der Autoren.